# Castiglione Cosentino
Castiglione Cosentino és un municipi italià, dins de la província de Cosenza, que limita amb els municipis de Rende, Rose i San Pietro in Guarano a la mateixa província.

## Evolució demogràfica
| Població censada al municipi de Castiglione Cosentino | Població censada al municipi de Castiglione Cosentino | Població censada al municipi de Castiglione Cosentino |
| ----------------------------------------------------- | ----------------------------------------------------- | ----------------------------------------------------- |
|                                                       |                                                       |                                                       |
| Notes:                                                | Elaboració gràfica per part de la Viquipèdia          |                                                       |
|                                                       | Font: ISTAT (Institut Nacional d'Estadística)         |                                                       |